# DJ Esco
DJ Esco, pseudonimo di William Seay Moore (Fayetteville, 12 novembre 1979), è un disc jockey e produttore discografico statunitense.

## Biografia
Dopo aver iniziato la propria carriera da DJ esibendosi in alcuni strip club, nel 2008 diviene il produttore personale del rapper Future, con il quale, nel 2015, pubblica il suo primo mixtape, intitolato 56 Nights: il nome deriva dal numero di giorni in cui il producer si è ritrovato incarcerato negli Emirati Arabi Uniti a causa di possesso illegale di marijuana. Nel 2016 DJ Esco pubblica il mixtape Project E.T., che presenta collaborazione con Drake, Juicy J, Rae Sremmurd, Young Thug e Lil Uzi Vert. Il 30 marzo 2018 pubblica il suo primo album in studio, intitolato Kolorblind e contenente collaborazioni con Nas, A Boogie wit da Hoodie, Dej Loaf, Schoolboy Q e Rich the Kid. L'album ha raggiunto la posizione numero 38 della Billboard 200. Moore è stato in seguito produttore esecutivo degli album Hndrxx e High Off Life di Future. Il 13 marzo 2020 è la volta del suo secondo album in studio, 56 Birdz, realizzato in collaborazione con Doe Boy.

## Discografia

### Album in studio
- 2018 – Kolorblind
- 2020 – 56 Birdz (con Doe Boy)

### Mixtape
- 2011 – Freshly Baked
- 2013 – Black Woodstock: The Soundtrack
- 2013 – Freshly Baked 2
- 2013 – No Sleep
- 2015 – 56 Nights (con Future)
- 2016 – Project E.T.

### Singoli
- 2016 – Too Much Sauce (feat. Future e Lil Uzi Vert)
- 2018 – Code of Honor (feat. Future e Schoolboy Q)
- 2018 – Walk Thru (feat. Nas e Future)

## Riconoscimenti

### BET Awards Hip Hop
- 2015 – DJ dell'anno (nomination)[14]
- 2017 – DJ dell'anno (nomination)[15]
- 2018 – Produttore dell'anno (nomination)[16]